# Gaje Wyżne (stacja kolejowa)
Gaje Wyżne (ukr. Верхні Гаї, ros. Верхние Гаи) – stacja kolejowa w miejscowości Gaje Wyżne, w rejonie drohobyckim, w obwodzie lwowskim, na Ukrainie.
Stacja powstała w czasach Austro-Węgier na linii Kolei Dniestrzańskiej (później części Galicyjskiej Kolei Transwersalnej), pomiędzy stacjami Drohobycz a Stryj.